# Mar de la tranquilidad
Mar de la tranquilidad (en hangul, 고요의 바다; romanización revisada, Goyo-ui bada) es una serie de televisión de ciencia ficción y suspenso surcoreana, protagonizada por Bae Doona, Gong Yoo y Lee Joon. Es una adaptación del cortometraje de 2014 "The Sea of Tranquility", escrito y dirigido por Choi Hang-yong, quien también participa en la dirección de la serie. Se estrenó a través de Netflix el 24 de diciembre de 2021.

## Sinopsis
En el futuro, la Tierra ha sufrido un proceso de desertificación. Los miembros de un equipo especial son enviados para obtener una muestra misteriosa de una instalación de investigación abandonada, la Base Balhae, en la Luna.

## Elenco

### Principal
- Gong Yoo como Han Yoon-jae, el líder del equipo de exploración que debe llevar a cabo una misión crucial con información limitada. Pone la seguridad de los miembros de su equipo por encima de todo y no se abstiene de ponerse en peligro para hacerlo.
- Bae Doona como la doctora Song Ji-an, la astrobióloga, que se une al equipo, decidida a descubrir la verdad detrás de un accidente en la ahora abandonada estación de investigación Balhae, en la luna.
- Lee Joon como el capitán Ryoo Tae-seok, ingeniero jefe, que era un miembro de élite del Ministerio de Defensa Nacional, pero se ofreció como voluntario para esta peligrosa misión en un intento por escapar del ambiente sofocante del Ministerio.

### Secundario
- Heo Sung-tae como Kim Jae-sun, jefe del Grupo de Recursos de la Administración de Aviación[6]
- Lee Moo-saeng como Gong Soo-hyuk, jefe del equipo de seguridad.[7]
- Ahn Dong-goo como un empleado.
- Kang Mal-geum como Song Won-kyung.[8]
- Kim Si-a como Luna 073.[9]

## Producción
En diciembre de 2019, Netflix anunció que produciría la serie de televisión The Silent Sea, adaptada del cortometraje homónimo de 2014 dirigido por Choi Hang-yong, quien también dirigirá la serie, con Jung Woo-sung como productor ejecutivo.
En abril de 2020, Gong Yoo y Bae Doona fueron elegidos para los papeles principales. En septiembre de 2020, se les unieron oficialmente Heo Sung-tae y Lee Moo-saeng.